# ルーザーズ
『ルーザーズ』（The Losers）は、2010年公開のアメリカ映画。DCコミックスのヴァーティゴレーベルから発行されたコミック『ザ・ルーザーズ』の映画化作品である。
日本では劇場公開されず、ビデオスルーとして2011年4月21日にDVDが発売となった。
続編をうかがわせる内容だが現在その予定はない模様。

## ストーリー
ボリビアのジャングルに潜む武器密売人の位置の特定任務のため、エリート特殊部隊「ルーザーズ」が派遣される。武器密売人の屋敷にレーザー照射を行い、待機するルーザーズであったが、屋敷に子供達が運び込まれるのを目撃する。作戦の中止を求めるが、マックスと名乗る人物により作戦の続行が決定されてしまう。そこで、ルーザーズの面々は乗り込んで子供達を逃がすことにする。銃撃戦を繰り広げ、子供達を連れて逃げる中、麻薬密売人の屋敷は爆弾投下により爆破される。脱出ポイントに来たヘリには全員が乗ることはできず、ルーザーズは子供達をヘリに乗せる。ヘリが飛び立ち、ルーザーズが見守る中、突然、空軍機によりヘリが撃墜される。ルーザーズは、無許可の軍事行動だったため、自分達が消される予定だったと察知し、自らの死を偽装して姿をくらます。
謎の美女アイーシャと組んでCIAのマックスなる人物への復讐を企てる。

## キャスト
- クレイ - ジェフリー・ディーン・モーガン

作戦統制。ルーザーズのリーダー。階級は大佐。
- アイーシャ - ゾーイ・サルダナ

特殊部隊ルーザーズに資金提供し、マックスの計画を阻止しようとする。
- ジェンセン - クリス・エヴァンス

通信と技術。
- ローク - イドリス・エルバ

爆薬と戦術。階級は大尉。
- プーチ - コロンバス・ショート

輸送と重火器。
- クーガー - オスカル・ハエナダ（英語版）

長距離射撃。
- マックス - ジェイソン・パトリック

CIA所属。核兵器並みの破壊力を持つが核汚染のないクリーンな兵器である音響破壊兵器“スヌーク”を製造し、使う意欲のある国に売却することを目論む。
- ウェイド - ホルト・マッキャラニー

マックスの腹心。カナダ出身。第7部隊所属で、ルーザーズと面識がある。
- Viram - ピーター・マクディッシ（英語版）
- ファディール - ピーター・フランシス・ジェームズ（英語版）

テロリストを雇う武器密売人。

## 製作
2007年、ワーナー・ブラザースはピーター・バーグとジェームズ・ヴァンダービルトによる脚色が進行中であり、ティム・ストーリーが監督する予定であることを発表した。2008年10月、『バラエティ』誌はシルヴァン・ホワイトに監督の椅子が回ったことを報じた。

## 興行
公開初週末3日間で約940万ドルを稼ぎ、初登場4位となった。